# Canta al·leluia al Senyor
Canta al·leluia al Senyor (Sing Hallelujah to the Lord, en anglès) és una cançó de culte cristià contemporània de 1974 composta per Linda Stassen-Benjamin (nascuda el 1951) que destaca per la seva senzillesa i popularitat en molts idiomes a banda de l'anglès original, com el francès, el castellà o el català.

## Origen
La cançó va ser composta íntegrament a l'església de Califòrnia Calvary Chapel Costa Mesa, tot i que, segons es diu, la melodia va arribar a la compositora mentre es dutxava, i després va portar la melodia al grup de composició per treballar les harmonies. La cançó està en una tonalitat menor, cosa inusual per a una cançó de pregària.
No és clar quantes estrofes tenia originalment la cançó, tot i que algunes fonts diuen que només en tenia una. De caràcter popular, és una cançó de quatre estrofes amb el tema d'un himne de Pasqua per al Diumenge de Resurrecció, i les quatre estrofes es deriven de simples declaracions repetides de la Bíblia que es troben a les primeres litúrgies cristianes.

## Cançó de protesta
"Sing Hallelujah to the Lord" s'ha utilitzat com a cançó de protesta durant les protestes de Hong Kong del 2019-2020. És cantada per molts cristians i no cristians a les protestes. En virtut de l'Ordenança d'ordre públic de Hong Kong, les reunions religioses estan exemptes de la definició de "reunió" o "assemblea" i, per tant, són més difícils de controlar.